# Walter Benton
Walter Benton (né le 8 septembre 1930 à Los Angeles et mort le 14 août 2000) est un saxophoniste ténor de jazz américain.